# تيانهي-1
تاينهي 1 (天河一号 بالحروف البسيطة، 天河一號 بالحروف التقليدية، وتعني «الأول في درب التبانة») هو اسم حاسوب عملاق يمكنه القيام بنحو 2507 تريليون عملية حسابية في الثانية.
الجهاز الجديد أسرع بنحو 1.4 مرة من أسرع كمبيوتر عملاق موجود حالياً في الولايات المتحدة، مما يجعل «Tianhe-1» الأسرع حالياً في العالم وفقاً للمعلومات التي أوردتها جريدة نيويورك تايمز. كمبيوتر «Tianhe-1» موجود حالياً في المركز القومي للكمبيوتر العملاق في مدينة «تيانجين شمال الصين، الذي تمت الاستعانة في تصميمه بمكونات ورقائق أمريكية، ويعمل حالياً مكتب الأرصاد الجوية في مدينة «تيانجين» ومركز بيانات المؤسسة الوطنية للنفط البحري على تجربة الكمبيوتر العملاق الجديد.
يذكر أنها المرة الأولى التي يتم فيها قهر الولايات المتحدة فيما يتعلق بالكمبيوتر العملاق وقدرته، ففى عام 2002 تمكنت اليابان من صنع جهاز يتفوق على 20 جهازاً أمريكياً متفوقاً مجتمعاً من حيث قدرة المعالجة. كما تعمل اليابان حالياً على تقديم جهاز جديد يسمى «K Computer» في محاولة جادة للاستحواذ على لقب أسرع الكمبيوترات العملاقة على الإطلاق.